# Dream Believer 〜星に願いを〜
「Dream Believer 〜星に願いを〜」（ドリーム・ビリーバー ほしにねがいを）は、日本の音楽グループINFINITY16の6枚目のシングルである。2008年11月26日発売。発売元はFar Eastern Tribe Records。

## 概要
- デビューシングル、『Dream Lover』へのアンサーソング。

## 収録曲
1. Dream Believer 〜星に願いを〜 welcomez MINMI, 若旦那 & HAN-KUN from 湘南乃風, GOKI
作詞・作曲：INFINITY16・MINMI・若旦那・HAN-KUN・GOKI、編曲：TAKA"BLOOD"I
2. INFINITY 16 只今参上!! welcomez GOKI
作詞・作曲：INFINITY16・GOKI、編曲：TAKA"BLOOD"I
3. Dream Believer 〜星に願いを〜 [inst]
4. INFINITY 16 只今参上!! [inst]

## 収録アルバム
- オリジナル『Welcomes』（2008年12月24日）